# The Electricity Cure
The Electricity Cure è un cortometraggio muto del 1900 diretto da Cecil M. Hepworth.

## Trama
Un uomo riceve una scossa elettrica.

## Produzione
Il film fu prodotto dalla Hepworth.

## Distribuzione
Distribuito dalla Hepworth, il film - un cortometraggio della lunghezza di 23 metri - uscì nelle sale cinematografiche britanniche nel novembre 1900.
Non si hanno altre notizie del film che si ritiene perduto, forse distrutto nel 1924 quando il produttore Cecil M. Hepworth, ormai fallito, cercò di recuperare l'argento del nitrato fondendo le pellicole.